# Горный-1
Горный-1 (Чита-47) — (Малая десятка) — посёлок в Улётовском районе Забайкальского края России. Население на 1 января 2010 год составило 1200 человек. В окрестностях посёлка протекает река Шебартуй.

## Население
Население посёлка зависит от количества базирующихся войсковых частей. 

## Инфраструктура
Гарнизонный офицерский клуб (ГОК), амбулатория, столовая, продуктовые магазины. В поселке находится котельная, водонасосная станция и канализационные сооружения. 

## Образование
- В посёлке находится средняя школа № 2, открытая в сентябре 1963 года.
- Также есть детский сад № 2 «Петушок».